# Democratas Suecos
O Partido dos Democratas Suecos (sueco: Sverigedemokraterna, SD) é um partido político sueco, fundado em 1988, que se perfila como nacionalista de extrema-direita, social-conservador, contra a imigração e contra a União Europeia. Desde 2005, o presidente do partido é Jimmie Åkesson. O logótipo oficial do SD desde 2006 é uma flor azulada (anémona, blåsippa).
Nas eleições gerais de 2010, os Democratas Suecos, ultrapassaram pela primeira vez o limite de quatro por cento necessários para a representação parlamentar. O grupo obteve 5,7% dos votos e ganhou 20 cadeiras  no Parlamento. Nas eleições parlamentares de 2014, o Partido dos Democratas Suecos conseguiu 12,68% dos votos, e tornou-se o terceiro maior partido do Parlamento da Suécia com 49 deputados. O partido tem uma íntima ligação com o site neonazi metapédia.
Em dezembro de 2014, o Partido dos Democratas Suecos optou por apoiar a proposta de Orçamento de Estado da oposição de centro-direita, precipitando assim uma crise política ao impedir o governo de centro-esquerda de fazer passar a sua proposta de orçamento.
A crise foi desbloqueada pelo Acordo de Dezembro, assinado pelo Partido Social-Democrata, Partido Verde,  Partido Moderado, Partido Popular Liberal, Partido do Centro e Partido Democrata-Cristão, tendo os Democratas Suecos e o Partido da Esquerda ficado fora desse entendimento.

## História

### Início
O partido foi fundado em 1988, apoiado num movimento nacionalista  chamado Bevara  Sverige Svenskt (Mantenha a Suécia Sueca).

### Reformas
A partir de 1995, sob o comando de Mikael Jansson, o partido passou por uma re-organização com o objetivo de torná-lo mais respeitável diante do eleitorado. Nesta época, o partido mantinha intenso contato com a Frente Nacional, sendo integrante do Euronat, uma associação de partidos radicais europeus.
Em 1999, o SD deixou o Euronat e expulsou seus membros mais radicais, com a finalidade de se afastar de qualquer ligação com grupos neonazistas. Estes membros expulsos fundaram uma nova organização política, o Partido Nacional-Democrata.
Desde a década de 2000, o grupo formado por Jimmie Åkesson (líder do partido desde 2005), Björn Söder, Mattias Karlsson e Richard Jomshof deram continuidade à política de moderação, marcada por expulsar membros abertamente extremistas. Antes da eleição de 2002, o ex-membro do Partido Moderado, Sten Andersson desertou para SD, afirmando que o partido tinha se livrado de seus elementos de extrema direita. Em 2003, o partido decidiu que a Declaração Universal dos Direitos Humanos seria a pedra fundamental das suas políticas.  Em 2006, o partido mudou seu logotipo para uma flor, a Anémona-Hepática.

### Chegado ao Parlamento
Nas eleições gerais realizadas em 19 de Setembro de 2010, finalmente o SD conseguiu superar a cláusula de barreira, conquistando 20 cadeiras no parlamento. Em eleições anteriores, candidatos do partido já haviam conquistado boas votações em distritos no Sul do país, porém, não puderam assumir suas vagas, pois em nível nacional, a votação não havia alcançado os 4 por cento.

## Politicas

### Imigração
O partido acredita que as políticas de imigração e integração têm sido um fracasso, e afirma que a situação atual, na qual um grande número de imigrantes constituem "sociedades paralelas", constitui uma ameaça à identidade nacional sueca. Os próprios imigrantes estão desenraizados, têm sido crescentes tensões antagônicas entre os diversos grupos populacionais (social, étnica, religiosa e cultural), e da imigração em si, SD diz, tem causado tensões sociais e económicas no país. SD rejeita a política do Multiculturalismo, mas aceita uma sociedade multiétnica onde a assimilação cultural é promovida. O ex-secretário do partido entre 2003-2004, Torbjörn Kastell dissera em 2002 que o partido quer "um mundo multicultural, e não uma sociedade multicultural". De acordo com o jornal Aftonbladet, 14% dos membros da SD são de origem imigrante. Para as eleições 2010 no município de Södertälje (Condado de Estocolmo), os Democratas Suecos foram o único partido com uma maioria de imigrantes na sua lista eleitoral, a maioria cristãos caldeus do Oriente Médio .

### União Europeia
O Partido dos Democratas Suecos quer um referendo sobre a continuação da Suécia na União Europeia. Até lá, o partido vai tentar diminuir o papel da União Europeia e impedir a Suécia de aderir ao Euro.

## Resultados Eleitorais

### Eleições legislativas
| Data | CI. | Votos     | %            | +/- | Deputados | +/-     | Status            |
| ---- | --- | --------- | ------------ | --- | --------- | ------- | ----------------- |
| 1988 | N/D | 1 118     | 0,0 / 100,0  |     | 0 / 349   |         | Extra-parlamentar |
| 1991 | N/D | 4 887     | 0,1 / 100,0  | 0,1 | 0 / 349   | Estável | Extra-parlamentar |
| 1994 | N/D | 13 954    | 0,3 / 100,0  | 0,2 | 0 / 349   | Estável | Extra-parlamentar |
| 1998 | 8.º | 19 624    | 0,4 / 100,0  | 0,1 | 0 / 349   | Estável | Extra-parlamentar |
| 2002 | 8.º | 76 300    | 1,4 / 100,0  | 1,0 | 0 / 349   | Estável | Extra-parlamentar |
| 2006 | 8.º | 162 463   | 2,9 / 100,0  | 1,5 | 0 / 349   | Estável | Extra-parlamentar |
| 2010 | 6.º | 339 610   | 5,7 / 100,0  | 2,8 | 20 / 349  | 20      | Oposição          |
| 2014 | 3.º | 801 178   | 12,9 / 100,0 | 7,2 | 49 / 349  | 29      | Oposição          |
| 2018 | 3.º | 1 072 200 | 17,6 / 100,0 | 4,7 | 62 / 349  | 13      | Oposição          |
| 2022 | 2.º | 1 280 086 | 20,6 / 100,0 | 3,0 | 73 / 349  | 11      |                   |

### Eleições europeias
| Data | CI.  | Votos   | %            | +/- | Deputados | +/-     |
| ---- | ---- | ------- | ------------ | --- | --------- | ------- |
| 1999 | 8.º  | 8 568   | 0,3 / 100,0  |     | 0 / 22    |         |
| 2004 | 9.º  | 28 303  | 1,1 / 100,0  | 0,8 | 0 / 19    | Estável |
| 2009 | 10.º | 103 573 | 3,3 / 100,0  | 2,2 | 0 / 20    | Estável |
| 2014 | 5.º  | 359 248 | 9,7 / 100,0  | 6,4 | 2 / 20    | 2       |
| 2019 | 3.º  | 636 877 | 15,3 / 100,0 | 5,6 | 3 / 20    | 1       |